# Vegetatiestructuur
Vegetatiestructuur (of kortweg: structuur) is het vegetatiekundige begrip dat duidt op de ruimtelijke en temporele opbouw van de vegetatie. Ruimtelijke structuur bestaat uit horizontale patronen en verticale gelaagdheid van de vegetatie en temporele structuur uit patronen in de tijd, zoals de seizoensaspecten. 
Hiertegenover staat de vegetatietextuur, wat slaat op de samenstelling aan soorten (zoals diversiteit en dominantie), aan groeivormen, aan levensvormen en aan levensstrategieën.

## Ruimtelijke structuur
Ruimtelijke structuur uit zich in vegetatielagen en horizontale patronen.

### Verticale structuur
Onder verticale structuur wordt verstaan de gelaagdheid van de vegetatie. Er kunnen onder meer de volgende vegetatielagen worden onderscheiden:
- de moslaag is de onderste te onderscheiden vegetatielaag tot hoogstens 10 cm hoog. In de moslaag groeien vaak lage planten, mossen, levermossen, schimmels (paddenstoelen) en korstmossen, soms met weinig lichtbehoefte zoals in bossen, maar ook in pioniervegetatie.
- de kruidlaag is de vegetatielaag van kruidachtige planten tot 135 cm hoog; eventueel een lage en/of hoge kruidlaag
- de struiklaag is de vegetatielaag met struiken en kleine bomen, die reikt van 135 cm tot 800 cm hoogte; eventueel een lage en/of hoge struiklaag
- de boomlaag is in de vegetatie de laag van de kruinen van de bomen boven de struiklaag; eventueel een lage en een hoge boomlaag, bijvoorbeeld in tropisch regenwoud.

Soms worden daarnaast in de bodem nog lagen onderscheiden, zoals de wortellaag en de strooisellaag. De wortellaag is de laag van de bodem die beworteld is, en de strooisellaag met plantenresten en ander organisch materiaal waar de verteringsprocessen plaatsvinden.

### Horizontale vegetatiestructuur

Horizontale structuur. Van boven naar beneden: regelmatig, willekeurig, en geklonterd.

Onder horizontale structuur wordt de homogeniteit of mate van dispersie (klontering) verstaan. Bij onderzoek van de vegetatie moet rekening gehouden worden met de homogeniteit of de heterogeniteit van de horizontale structuur van het proefvlak. Het minimumareaal (de minimaal oppervlakte die nodig is voor een goede ontwikkeling van het vegetatietype en dus de minimaal te onderzoeken oppervlakte van een vegetatie om een "goed beeld" te krijgen) is afhankelijk van de soortenrijkdom, de grootte van de planten en de mate van dispersie (klontering).
Omdat de milieufactoren nooit volledig homogeen zijn, is de vegetatie dat ook niet. Maar de invloed van de variatie in de milieufactoren kan overschaduwd worden door één overheersende factor, bijvoorbeeld een hoog gehalte aan zout. De soort die hieraan het beste is aangepast bepaalt dan de vegetatie en de structuur daarin.

#### Homogeniteit en dispersie
Onder homogeniteit en dispersie verstaat men de regelmatigheid van de onderlinge afstanden tussen de planten. Een regelmatig patroon wijst vaak op menselijke invloed, bijvoorbeeld: in een bosaanplant staan de bomen vaak op regelmatige afstanden. De verspreiding van zaden heeft invloed op de dispersie, bijvoorbeeld bij door mieren verspreide zaden komen de planten van de betreffende soort vooral voor langs de mierenpaadjes.

#### Zonering
Vegetatiezonering met lijn- en netvormige patronen kunnen ontstaan door een ecologische gradiënt (gradiënt in abiotische milieuomstandigheden), zoals zonering langs oevers van meren en rivieren of langs de zeereep. Een duidelijk voorbeeld is verder de vegetatiezonering in gebergten, waar de vegetatiezones sterk samenhangen met de hoogte in de bergen en de daarbij behorende klimatologische omstandigheden.

#### Mozaïek
Bij soortenarme vegetatie en pioniervegetatie kan een mozaïekstructuur ontstaan, zoals bij vegetatie van de zeekraal-klasse.

## Seizoensaspecten
Temporele structuur of seizoensaspecten zijn vooral waar te nemen aan meer ingewikkelde vegetaties van continentale klimaatsgebieden. 
Het eiken-haagbeukenbos (Stellario-Carpinetum) is een voorbeeld van een plantengemeenschap met duidelijke seizoensaspecten.